# Rue Montéra
La rue Montéra est une voie située dans le quartier de Bel-Air du 12e arrondissement de Paris.

## Situation et accès
La rue Montéra est accessible à proximité par la ligne de métro 1 à la station Porte de Vincennes et à proximité par la ligne 3a du tramway.

## Origine du nom
Elle tient son nom d'un propriétaire local. 

## Historique
Cette voie est présente, à l'état de sentier, sur le plan de Roussel de 1730. Elle est formée en tant que rue, dans la voirie de Saint-Mandé, de 1853 à 1857, sous le nom de « rue des Quatre-Bornes ». 
Par le décret du 23 mai 1863, elle est classée dans la voirie parisienne et prend, entre le chemin de fer de Ceinture et le boulevard Soult, le nom de « rue Montéra » par décret du 27 février 1867. Par arrêté du 25 janvier 1889, l'impasse Montéra, entre l'avenue de Saint-Mandé et le chemin de fer de Ceinture, est fusionnée sous la même dénomination. 

## Bâtiments remarquables et lieux de mémoire
La ligne ferroviaire de Petite Ceinture la traverse.